# كونراد تي ليفاندوفسكي
كونراد تي تياميه (بالبولندية: Konrad Tomasz Lewandowski)‏ هو كاتب خيال علمي وفيلسوف وكاتب وصحفي بولندي، ولد في 1 أبريل 1966 في وارسو في بولندا.

## وصلات خارجية
- الموقع الرسمي